# Lake Gruszka
Lake Gruszka är en sjö i Australien. Den ligger i delstaten Western Australia, omkring 1 200 kilometer nordost om delstatshuvudstaden Perth. Arean är 0,14 kvadratkilometer. Den sträcker sig 0,5 kilometer i nord-sydlig riktning, och 0,6 kilometer i öst-västlig riktning.
Omgivningarna runt Lake Gruszka är i huvudsak ett öppet busklandskap. Trakten runt Lake Gruszka är nära nog obefolkad, med mindre än två invånare per kvadratkilometer. Genomsnittlig årsnederbörd är 381 millimeter. Den regnigaste månaden är januari, med i genomsnitt 82 mm nederbörd, och den torraste är september, med 2 mm nederbörd.